# Gabriele Perthes
Gabriele Perthes (n. 20 ianuarie 1948, Dessau, Saxonia-Anhalt, Germania) este o înotătoare ce a reprezentat Republica Democrată Germană, medaliată olimpică. A participat la o ediție a Jocurilor Olimpice (1968) în care a câștigat o medalie de argint.

## Participări
Lista de mai jos prezintă principalele competiții la care a participat Gabriele Perthes de-a lungul carierei.
- swimming at the 1968 Summer Olympics – women's 4 × 100 metre freestyle relay[*]